# Werner Kahl
Werner Kahl (* 1962 in Essen) ist ein deutscher evangelischer Theologe.

## Leben
Werner Kahl studierte von 1983 bis 1989 evangelische Theologie in Bochum, Göttingen und als Göttinger Austauschstudent an der Emory University in Atlanta, Georgia. Ein Promotionsstudium (Doctor of Philosophy) im Bereich New Testament Studies absolvierte er dort von 1989 bis 1992, abgeschlossen mit der Dissertation New Testament Miracle Stories in Their Religious-Historical Setting: A Religionsgeschichtliche Comparison From a Structural Perspective. Von 1992 bis 1999 war er Vikar und Pastor in Essen und Duisburg. Von 1999 bis 2002 war er Habilitationsstipendiat der Deutschen Forschungsgemeinschaft, Feldforscher in Ghana und Dozent für Neues Testament an der University of Ghana. Von 2003 bis 2004 vertrat er eine Professur für Neues Testament an der Universität Kassel.
Nach dem Abschluss des Habilitationsverfahrens 2004 an der Goethe-Universität mit der Arbeit: Jesus als Lebensretter. Afrikanische Bibelinterpretationen und ihre Relevanz für die neutestamentliche Forschung lehrt er als apl. Professor in Frankfurt am Main. Von 2006 bis 2020 war Kahl Studienleiter an der Missionsakademie an der Universität Hamburg. Seit Juli 2022 bekleidet er die Pfarrstelle Marienkirche in der Evangelischen Stadtkirchengemeinde Hanau.
Seine Schwerpunkte in Forschung und Lehre sind interkulturelle Bibelhermeneutik, kulturelle Exegese in Afrika, Wunderverständnisse, synoptische Evangelien, Migrationskirchen und Landeskirchen, Pfingstchristentum in Afrika, Ethnologie und Exegese, semiotische Exegese sowie Islam und Christentum.

## Werke (Auswahl)
- New Testament Miracle Stories in their Religious-Historical Setting: A Religionsgeschichtliche Comparison from a Structural Perspective (FRLANT 163), Göttingen 1994.
- Jesus als Lebensretter. Afrikanische Bibelinterpretationen und ihre Relevanz für die neutestamentliche Wissenschaft (Neutestamentliche Studien zur kontextuellen Exegese, Bd. 2), Frankfurt 2007.
- Mission interkulturell. Festschrift zum fünfzigjährigen Bestehen der Missionsakademie (Perspektiven der Weltmission 35), Aachen 2008.
- Zusammen wachsen. Weltweite Ökumene in Deutschland gestalten (Weltmission heute 73), Hamburg 2011.
- Gegengewalt (Beihefte Interkulturelle Theologie 15), Leipzig 2012.
- Lebensstörungen und Heilungen. Traditionelle Verfahren des In-Ordnung-Bringens von Christus bis Mami Wata (Studien zu Interkultureller Theologie an der Missionsakademie 1), Hamburg 2013.
- Die Bibel im Prisma ökumenischer Kontexte (Theologische Impulse der Missionsakademie 2), Hamburg 2013.
- Ecumenical case studies on homosexuality and the church / Ökumenische Fallstudien zu Homosexualität und Kirche (Theologische Impulse der Missionsakademie 3), Hamburg 2013.
- Interkulturelle Öffnung von Kirche. Dokumentation der Tagung „Kirche in der interkulturellen Gesellschaft“ (Theologische Impulse der Missionsakademie 9), Hamburg 2015.
- Hexenfurcht in Afrika (Theologische Impulse der Missionsakademie 10), Hamburg 2015.
- Studienkoran Bd. 1: Die frühmekkanischen Suren – chronologisch angeordnet, reimschematisch dargestellt und textnahe übersetzt (Studien zu Interkultureller Theologie an der Missionsakademie, Bd. 7), Hamburg 2015.
- Vom Verweben des Eigenen mit dem Fremden. Impulse zu einer transkulturellen Neuformierung des evangelischen Gemeindelebens (Studien zu Interkultureller Theologie an der Missionsakademie, Bd. 9), Hamburg 2016.
- Vom Ende der Zweiquellentheorie oder: Zur Klärung des synoptischen Problems. Transparent-extra 75/2004, S. 1–36 (PDF; 421 KB, 36 Seiten auf canities-news.de)